# Pointe du Grand Bas-Vent
La Pointe du Grand Bas-Vent est un cap de Guadeloupe.

## Géographie
Il se situe au nord-ouest de l'Anse du Grand Bas-Vent et à l'est de la plage de Tillet, face à Gros Cap.

## Galerie

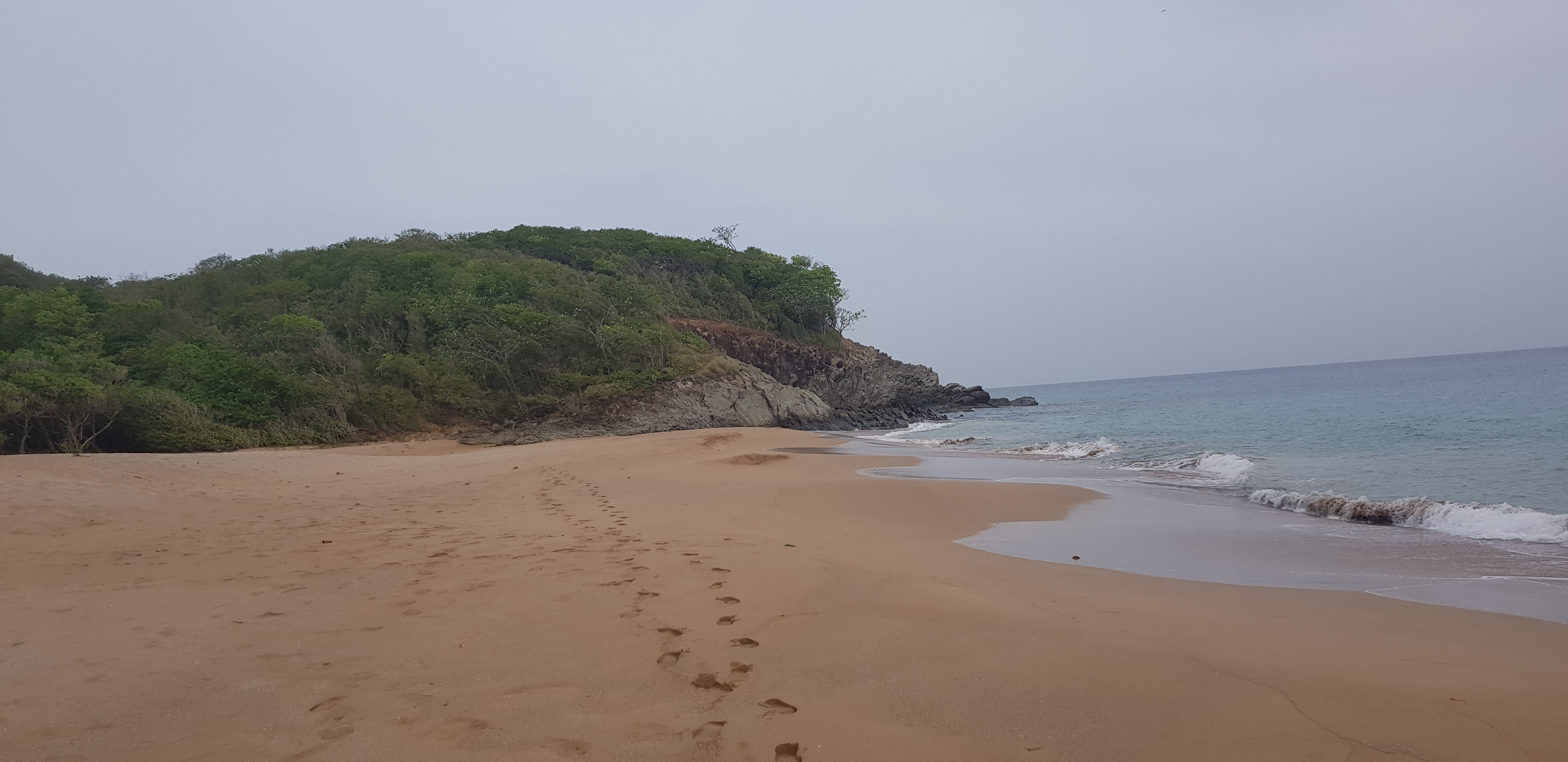
Plage de Tillet et pointe du Grand Bas-Vent
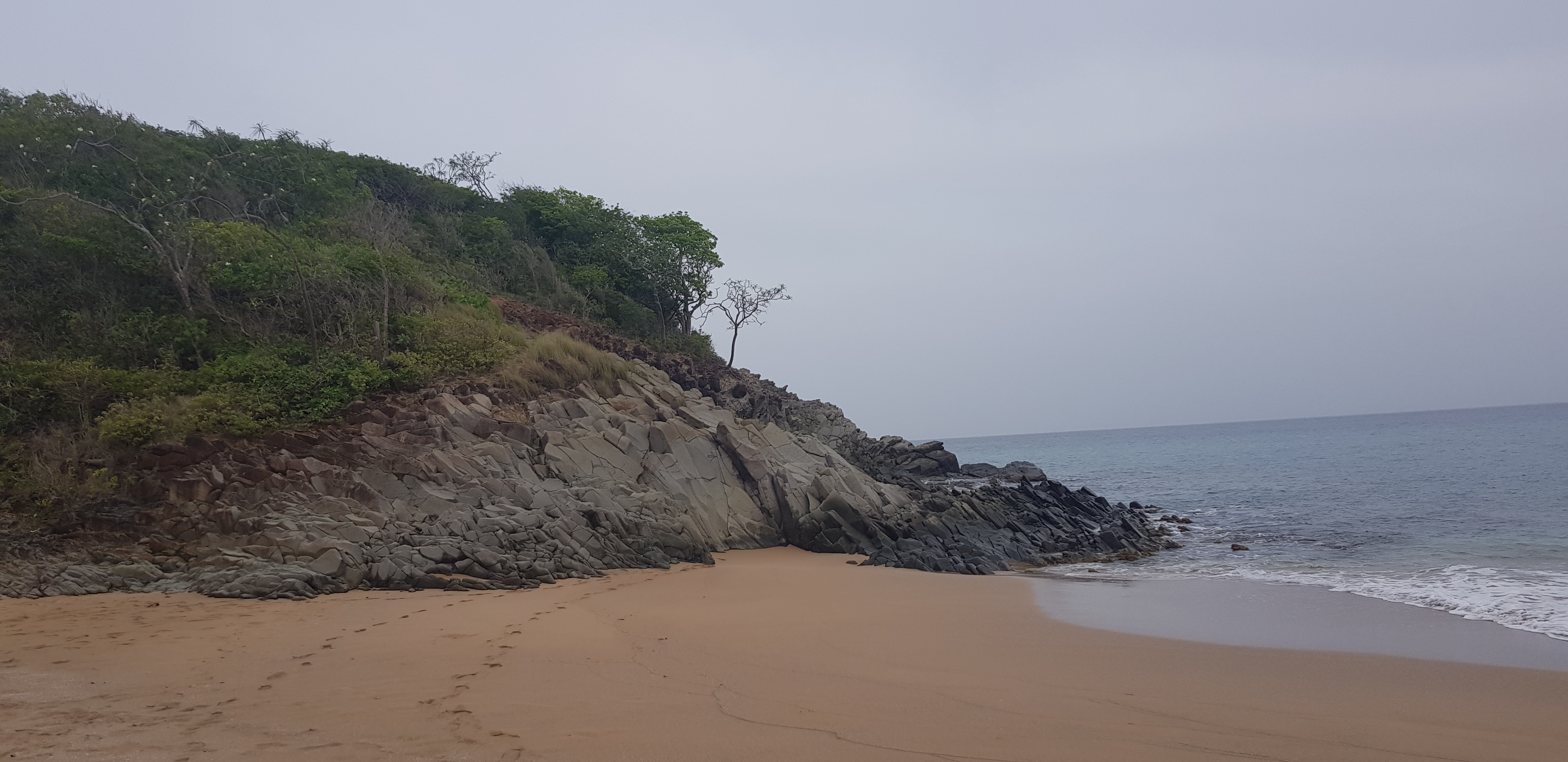
Pointe du Grand Bas-Vent
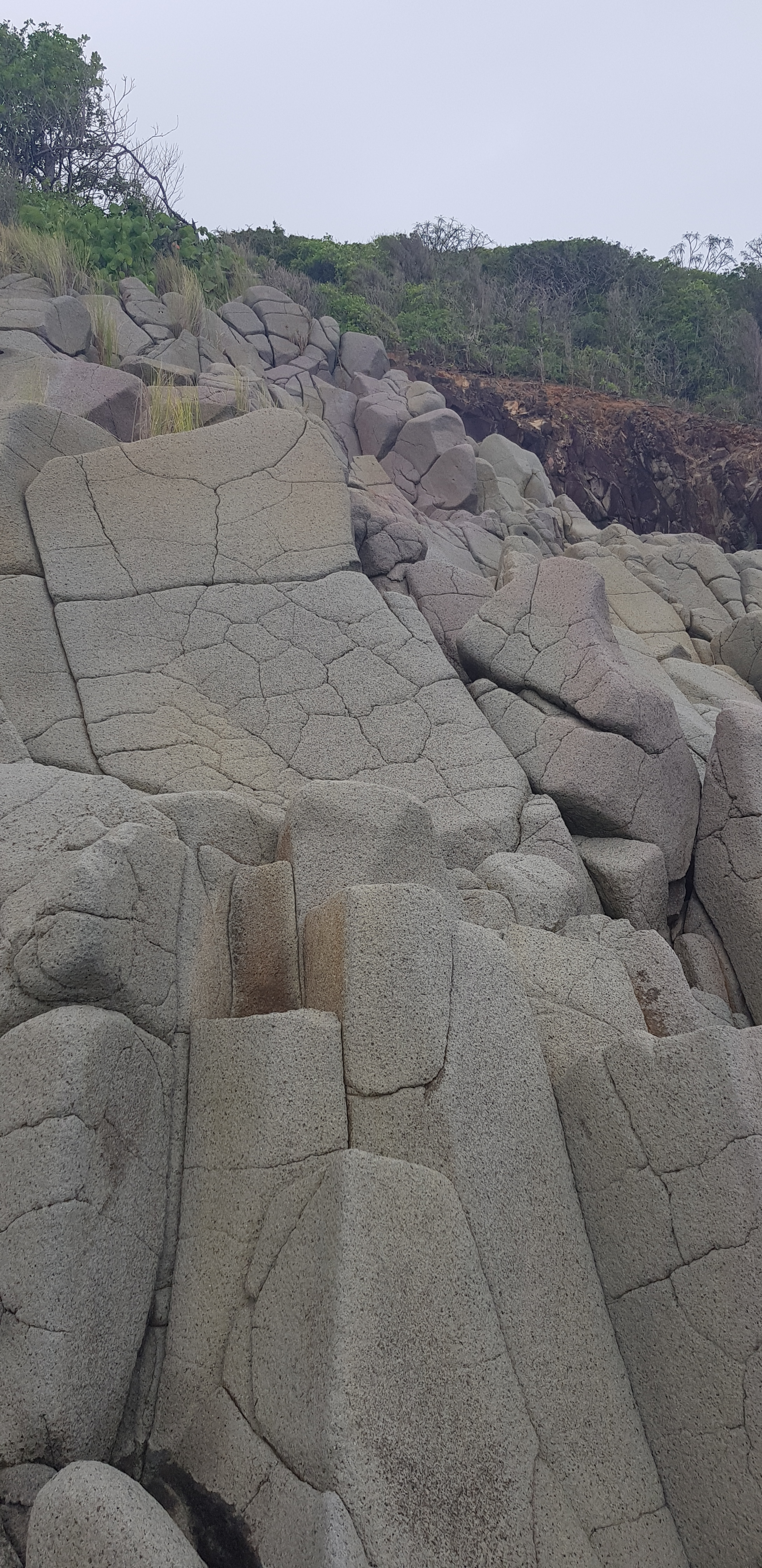
Type de roches de la pointe du Grand Bas-Vent
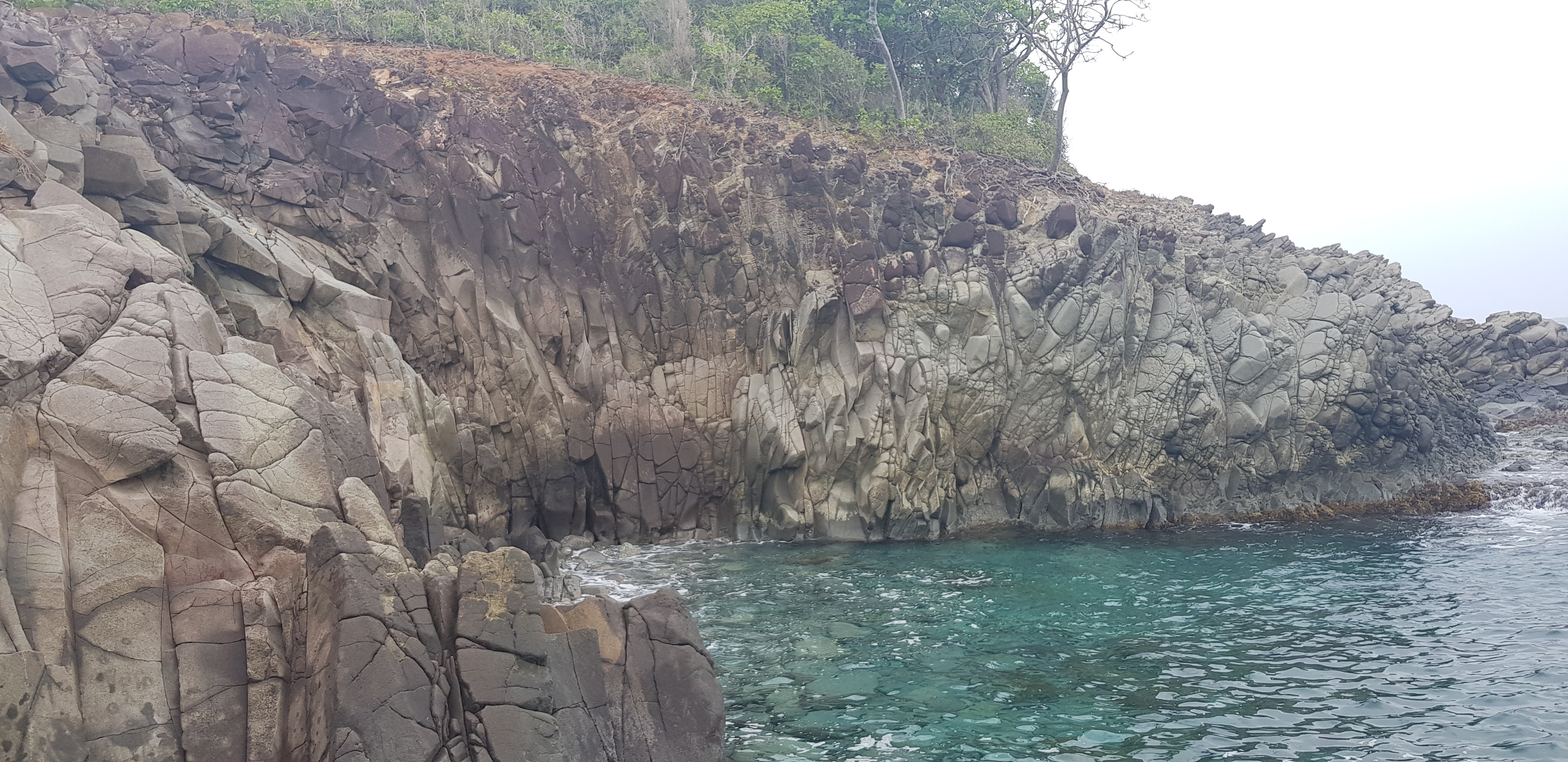
Pointe du Grand Bas-Vent (intérieur de falaise)
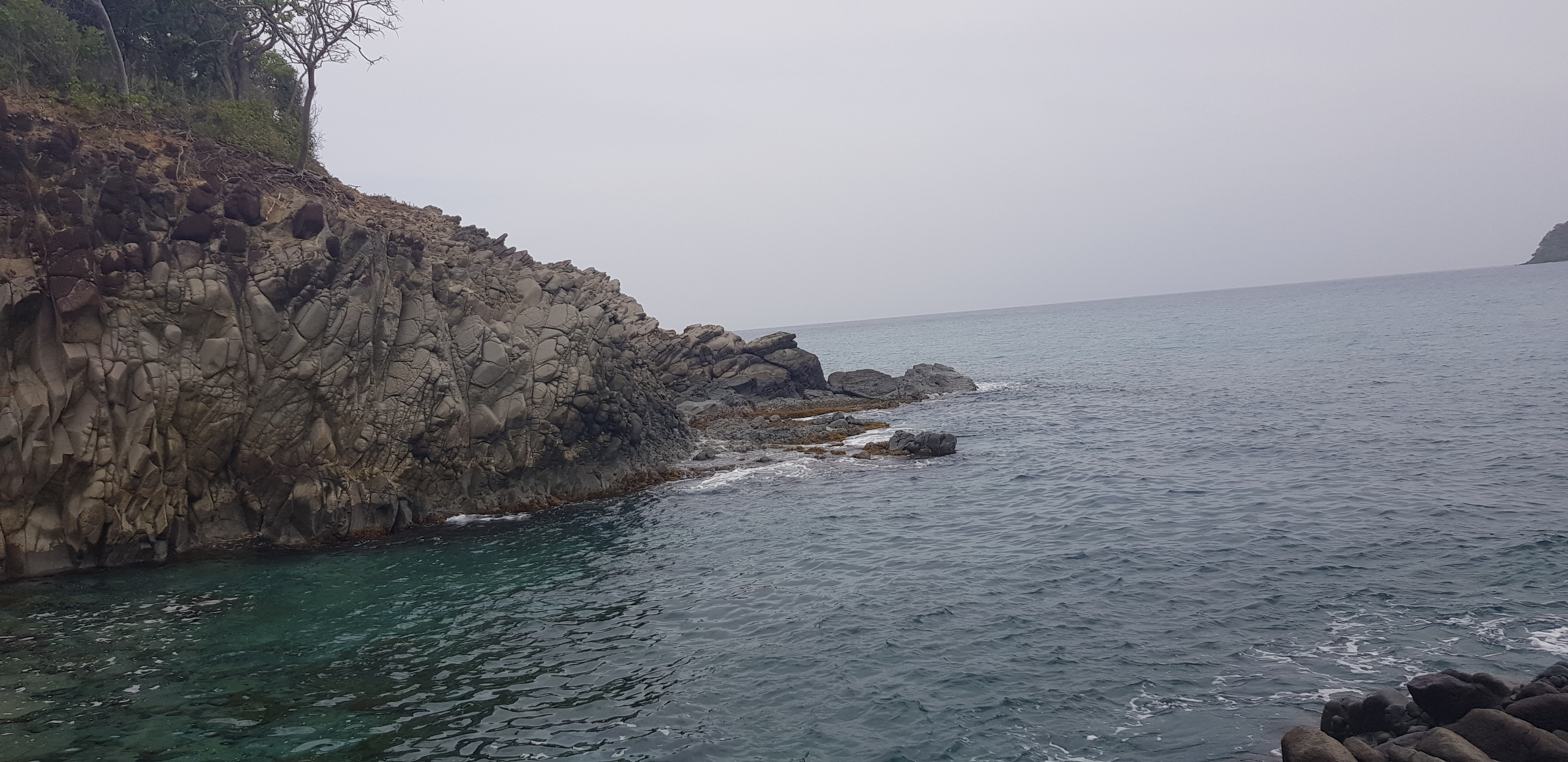
Roches de la pointe du Grand Bas-Vent
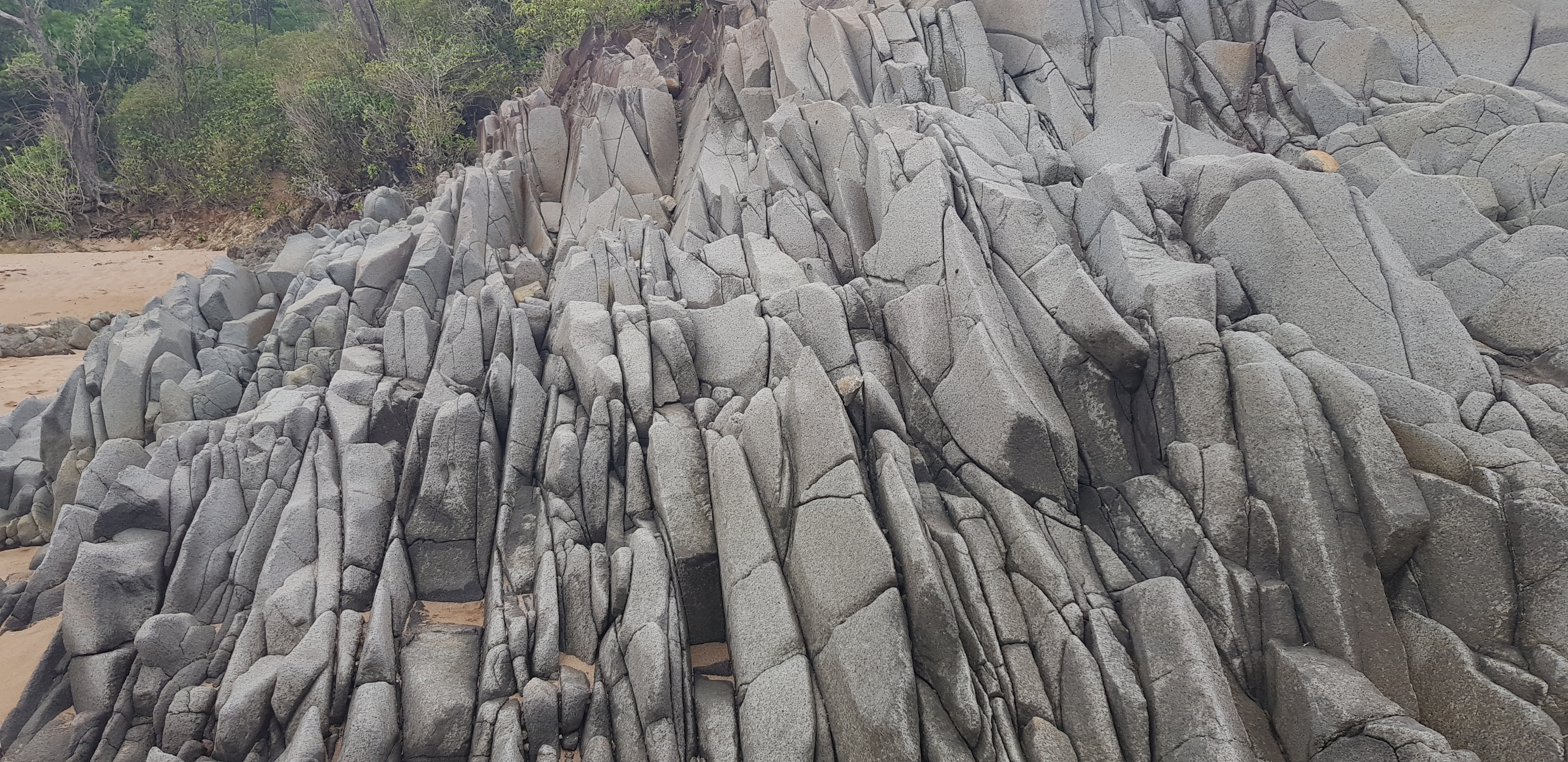
Plage de Tillet, type de roches